# 팝콘티비
팝콘티비(영어: POPKONTV, 는 대한민국의 1인 미디어, 인터넷 방송, SNS 플랫폼이다. 더이앤엠(주)에서 운영하며, 특별한 기술·장비·비용 없이도 누구나 쉽게 개인용 PC나 모바일 기기(스마트폰, 태블릿 컴퓨터 등)로 언제 어디서나 실시간 생방송을 할 수 있다.